# Cirrhicera leuconota
Cirrhicera leuconota är en skalbaggsart som först beskrevs av François Louis Nompar de Caumont de Laporte 1840.  Cirrhicera leuconota ingår i släktet Cirrhicera och familjen långhorningar.
Artens utbredningsområde är Honduras. Inga underarter finns listade i Catalogue of Life.